# Songo Mnara

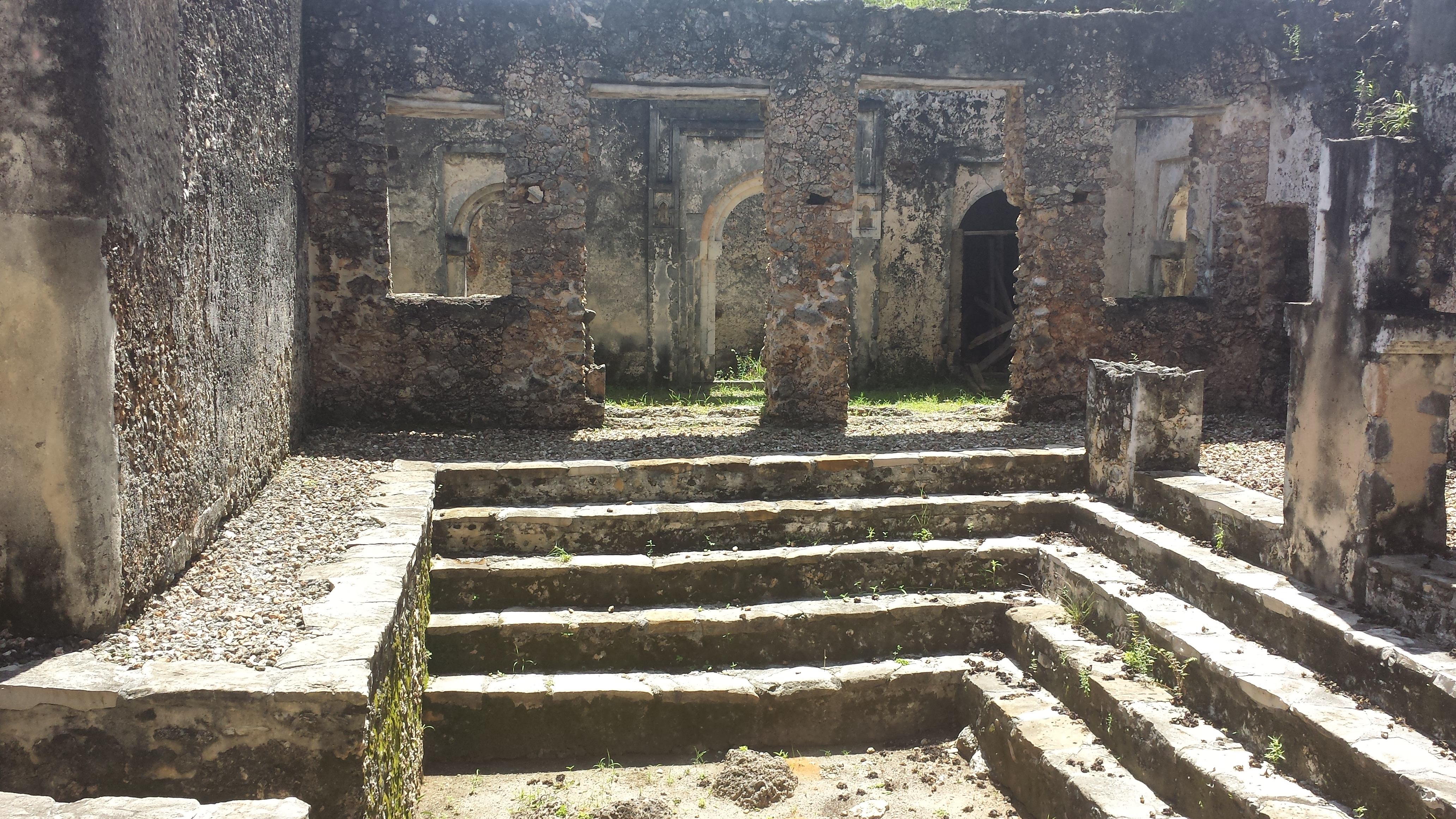
Ruinas de songo Mirna.

Songo Mnara es un yacimiento arqueológico de la parte septentrional de la isla de Songo, en Tanzania. Contiene numerosas ruinas que, junto con las de Kilwa Kisiwani, fueron inscritas por la Unesco en 1981 en la lista de los sitios que constituyen Patrimonio de la Humanidad con la denominación de Ruinas de Kilwa Kisiwani y de Songo Mnara. Representan los vestigios de dos grandes puertos comerciales donde, entre los siglos IX y XVI, se cambiaba el oro y el hierro del Gran Zimbabue, los esclavos y el marfil de toda el África Oriental, por tejidos, porcelanas, joyas y especias de Asia.

## Descripción
Las ruinas presentes sobre la isla son aquellas del puerto admirado por los primeros exploradores que llegaron a este lugar del mundo. Entre el siglo XIII y el XVI los mercaderes de la isla traficaron con oro, plata, perlas, objetos persas y porcelanas chinas de la dinastía Song. La mayor parte de las rutas comerciales que cruzaban el Océano Índico pasaban por la isla.
Las ruinas están compuestas por cinco mezquitas y de una serie de edificios residenciales. Uno de estos fue definido como «el palacio» a causa de las dimensiones, aunque queda muy poco. Todo estaba rodeado de muralla de modesta factura.
Las ruinas de Kilwa Kisiwani y de Songo Mnara son consideradas fundamentales para la comprensión de la cultura suajili, de la islaización de la cosa oriental de África oriental y para el estudio del comercio medieval de esta zona. 
A pesar de que, desde 1981 se indicaron los riesgos de conservación de estos lugares, sólo se insertaron dentro de la lista de  Patrimonio de la Humanidad en peligro hasta el año 2004 debido al  derrumbe de estructuras históricas y arqueológicas importantes. Para resolver estos problemas se ha llevado a cabo un serio programa de conservación en el que participaron incluso los gobiernos francés y japonés. En junio de 2014, la Unesco retiró dichas ruinas de la lista de Patrimonio de la Humanidad en peligro por la mejora en la gestión y salvaguardia del sitio.